# Sektion Traunstein des Deutschen Alpenvereins
Die Sektion Traunstein des Deutschen Alpenvereins (DAV) e. V. (kurz DAV Traunstein) hat 8.773 Mitglieder (Stand: 31. Dezember 2024) und ist damit der größte Verein Traunsteins und eine der fünfzig größten Sektionen des Deutschen Alpenvereins. Die am 9. Dezember 1869 gegründete Traunsteiner Sektion ist eine der ältesten des Deutschen Alpenvereins, sie wurde nur 7 Monate nach der Gründung des Hauptvereins gegründet.

## Geschichte
Unter den Gründern der Sektion München im Mai 1869 war auch der Jurist Franz von Schilcher, der kurz darauf als Assessor nach Traunstein versetzt wurde. Hier traf er sich mit 30 Bergfreunden und gründete am 9. Dezember 1869 die Sektion Traunstein. Er wurde auch zum ersten Vorsitzenden gewählt und führte das Amt bis 1873 aus. Ende des 19. Jahrhunderts wurde die Reiteralpe das Arbeitsgebiet der Sektion Traunstein. Dort wurde 1901 die erste Traunsteiner Hütte, auf dem Reitertrett, erbaut. Das Bergsteigerheim genügte aber bald nicht mehr den Anforderungen, so begann der Vorstand kurz vor dem Ersten Weltkrieg mit der Vergrößerung durch einen Anbau. Die Einweihungsfeier musste jedoch entfallen, da am 1. August 1914 der Krieg ausbrach.
Nach dem Ersten Weltkrieg wurde die Zahl der Schifahrer immer größer. Die Schifahrer, die ursprünglich alle der Sektion angehörten, schlossen sich in einem Schiklub zusammen. Schließlich baute der Schiklub die Bürgerwaldschanze und erreichte ansehnliche Erfolge. Einer der erfolgreichsten Schifahrer der nordischen Disziplin war Willy Bogner, der bayerische und deutsche Meistertitel errang und enge Beziehungen zu Norwegen herstellte. Im Jahr 1924 konnte die Sektion auf der Winklmoos-Alm im Gemeindegebiet von Reit im Winkl in den Chiemgauer Alpen einen Kaser als Schihütte pachten und 1925 käuflich erwerben. Die Traunsteiner Skihütte wurde noch im selben Jahr erweitert und 1987 renoviert und modernisiert.
Wegen Einführung der Tausend-Mark-Sperre für Deutsche nach Österreich war die Alte Traunsteiner Hütte ab 1933 nur noch gegen eine Gebühr von 1.000 Reichsmark erreichbar. Deshalb wurde 1935 die Notwendigkeit einer neuen Hütte auf der Reiteralpe auf bayerischem Gebiet besprochen. Trotz der Grenzöffnung 1936 gingen die Arbeiten an der Hütte weiter. Am 9. Oktober 1937 konnte das Richtfest gefeiert werden und ein Jahr später wurde die Neue Traunsteiner Hütte fertiggestellt. Auf Initiative des Traunsteiner Juristen Karl Merkenschlager, der damals Erster Vorsitzender war, wurde die Vereinshütte erbaut und wird deshalb auch Karl-Merkenschlager-Haus genannt. Die Alte Traunsteiner Hütte diente der Jugend als Bleibe und wurde als Ausweichquartier benützt. Heute ist sie nicht mehr öffentlich zugänglich und wird als Ausbildungsstätte der Sektion genutzt.
Mit Beginn des Zweiten Weltkrieges enden die Aufzeichnungen der Sektion mit dem Satz: „Von 1940 bis Oktober 1950 Stillstand wegen der Kriegs- und Nachkriegsjahre“. Doch schon wenige Monate nach Kriegsende erhielt die Sektion, im Einvernehmen mit der Militär-Regierung von Traunstein die Genehmigung zur Wiedergründung. Der Hauptverein nunmehr vom Österreichischen Alpenverein abgetrennt, wurde erst am 21./22. Oktober 1950 durch die „12 Apostel“ in Würzburg unter dem Namen „Deutscher Alpenverein“ (DAV) wiedergegründet.
Die Einweihung der Kapelle auf der Reiteralpe am 5. Oktober 1954 war ein großes Ereignis. Gedacht wurde dabei der Opfer der Berge und der Gefallenen der beiden Weltkriege. Im Jahr 1963 bat eine Gruppe Traunreuter Bergsteiger um Aufnahme als Ortsgruppe in die Sektion. Der Hauptverein hatte die Traunreuter zuvor an die Sektion Traunstein und die Sektion Trostberg verwiesen, wobei von der Sektion Trostberg ein ablehnender Bescheid kam. Der Traunsteiner Ausschuss beschloss am 4. November 1963 die Traunreuter als Ortsgruppe mit rund 20 Mitgliedern aufzunehmen. Der Bau des Kletterturms neben dem städtischen Schwimmbad im Jahr 1989 bildete einen weiteren Meilenstein in der Geschichte der Sektion. Die Anlage wurde 2009 grundlegend erweitert und steht auch dem Schulsport zur Verfügung.
Die Kletteranlage der DAV-Sektion Traunstein wurde im Jahr 2024 mit einer Holzkonstruktion erneut erweitert und weist nun eine Gesamtkletterfläche von 1320 m² auf.

## Sektionsvorsitzende
Eine chronologische Übersicht über alle Präsidenten der Sektion seit Gründung.
| Amtszeit  | Vorsitzender        |
| --------- | ------------------- |
| 1869–1873 | Franz von Schilcher |
| 1873–1874 | Valentin Kaltdorff  |
| 1875–1878 | Carl von Lama       |
| 1878–1879 | Valentin Kaltdorff  |
| 1880–1882 | Hartwig Peetz       |
| 1883–1885 | von Wening          |
| 1886–1891 | Frank               |

| Amtszeit  | Vorsitzender            |
| --------- | ----------------------- |
| 1892–1893 | Valentin Kaltdorff      |
| 1894–1902 | Adalbert Zöhnle         |
| 1903–1904 | Eugen Krazer            |
| 1905–1931 | Gustav von der Pfordten |
| 1931–1934 | Willi Steger            |
| 1934–1949 | Karl Merkenschlager     |
| 1949–1973 | Willi Steger            |

| Amtszeit  | Vorsitzender     |
| --------- | ---------------- |
| 1973–1989 | Anton Einsiedl   |
| 1989–1997 | Johannes Lell    |
| 1997–2021 | Alfhart Amberger |
| Seit 2021 | Hans Gfaller     |

## Einrichtungen der Sektion

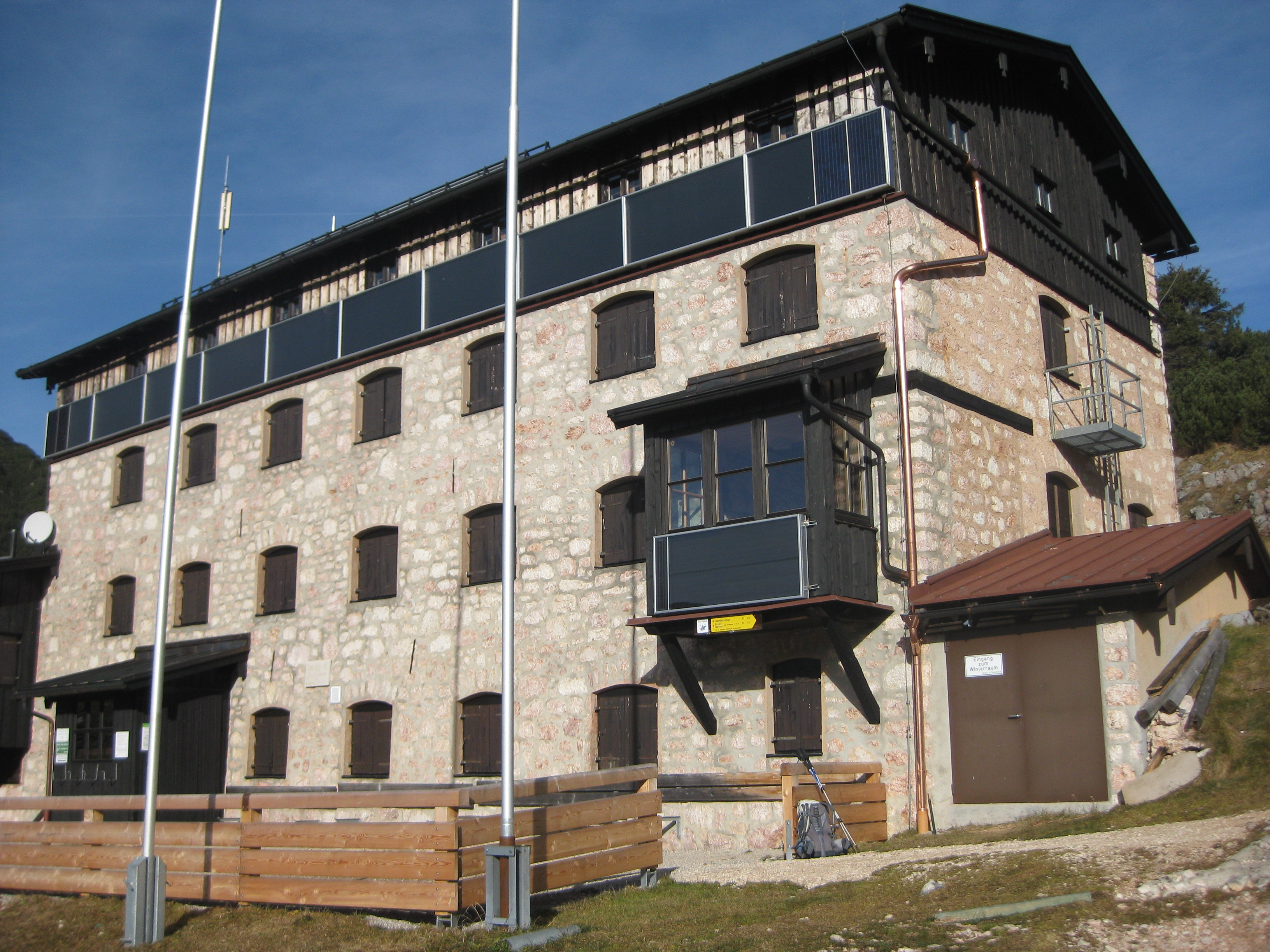
Östlicher Teil der Neuen Traunsteiner Hütte

### Hütten
- Alte Traunsteiner Hütte, 1580 m ü. A. (Berchtesgadener Alpen), 1901 erbaut
- Neue Traunsteiner Hütte, auch „Karl-Merkenschlager-Haus“, nach Karl Merkenschlager benannt, 1560 m ü. NHN (Berchtesgadener Alpen), 1938 erbaut
- Traunsteiner Skihütte, auch „Hütte Winklmoos“, 1160 m ü. NHN (Chiemgauer Alpen)

### Kletteranlage
- DAV Kletterzentrum Traunstein[9]

### Ortsgruppe
- Die Sektion unterhält die Ortsgruppe Traunreut.[10]

## Bekannte Mitglieder
- Karl Merkenschlager (1885–1967), Bergsteiger, Rechtsanwalt, ehemaliger 1. Vorsitzender der Sektion Traunstein und Ehrenvorsitzender.
- Gustav Kröner
- Helmut Patzig (1911–1970)
- Gustav von der Pfordten
- Franz von Schilcher
- Hans Setter
- Adolf Josef Hugo Sotier
- Adolf Stamm
- Karl Winkler (* 1937)
- Willy Bogner senior

### Wichtige Personen
- Willy Merkl, und Peter Müllritter sowie Fritz Bechtold, Hans Huber, Gustl Kröner, Hans Haslacher, die Gebrüder Haberlander, Karl Winkler sen., Karl Rottenaicher, Sepp Laub und Franz Kämpfl